# Kamenný Most (powiat Nowe Zamki)
Kamenný Most – wieś (obec) w południowo-zachodniej Słowacji w kraju nitrzańskim, w powiecie Nowe Zamki na Nizinie Naddunajskiej. 